# Picrocleidus
Picrocleidus es un género extinto de plesiosaurio. Es conocido únicamente a partir del holotipo BMNH R.1965, un esqueleto parcial encontrado en el área de Peterborough, en la Colección de Leeds, la cual es una limolita del Calloviense. De estos restos se denominó la especie tipo P. beloclis, del Jurásico Medio de la Formación Oxford Clay (Calloviano) en el Reino Unido.